# District de Nishimorokata
Le district de Nishimorokata (西諸県郡, Nishimorokata-gun) est un district de la préfecture de Miyazaki, au Japon.

## Géographie

### Démographie
Le 1er novembre 2007, le district de Nishimorokata comptait 18 736 habitants répartis sur une superficie de 174,24 km2 (densité de population de 108 hab./km2).

### Municipalités du district
Le district de Nishimorokata réunit deux villes : Nojiri et Takaharu.